# Adam Hrdina
Adam Hrdina (* 12. února 2004, Nová Baňa) je slovenský fotbalový brankář a mládežnický reprezentant do 20 a 21 let, od ledna 2025 hráč českého mužstva FC Zbrojovka Brno. Jeho otec je bývalý fotbalista a trenér brankářů.

## Klubová kariéra
Svoji fotbalovou kariéru začal v klubu FC Nitra, odkud v žácích přestoupil v roce 2019 do Slovanu Bratislava. Po působení v mládeži se přesunul do seniorské kategorie, kde v průběhu jarní části sezony 2020/21 debutoval v rezervě neboli juniorce tehdy hrající druhou nejvyšší slovenskou soutěž.

### ŠK Slovan Bratislava
V průběhu zimní přípravy na jaro 2022 trénoval s prvním týmem, se kterým odletěl i na soustředění do Saúdské Arábie do Dubaje, kde i zasáhl do přípravného zápasu. Debut v prvním mužstvu Slovanu Bratislava si odbyl v utkání čtvrtfinále domácího poháru, v němž při výhře 2:0 nad ViOnem Zlaté Moravce – Vráble vychytal nulu. Svůj první ligový start za "áčko" si připsal ve 31. kole hraném 14. května 2022 v souboji s mužstvem ŠKF Orion Tip Sereď (výhra 3:0),ve kterém stejně jako ve zmíněném pohárové utkání zaznamenal čisté konto. V ročnících 2021/22, 2022/23 a 2023/24 pomohl svému zaměstnavateli k zisku titulů.

### FC Zbrojovka Brno
V lednu 2025 přestoupil do Česka, kde se stal posilou tehdy druholigového klubu FC Zbrojovka Brno.

## Klubové statistiky
Aktuální k 29. lednu 2025
| Sezona    | Klub                   | Soutěž              | Zápasy | Góly | Nuly |
| --------- | ---------------------- | ------------------- | ------ | ---- | ---- |
| 2020/2021 | ŠK Slovan Bratislava B | 2. liga             | 4      | 0    | 0    |
| 2021/2022 | ŠK Slovan Bratislava   | Fortuna liga        | 1      | 0    | 1    |
| 2022/2023 | ŠK Slovan Bratislava   | Fortuna liga        | 1      | 0    | 1    |
| 2023/2024 | ŠK Slovan Bratislava   | Niké liga           | 2      | 0    | 0    |
| 2024/2025 | ŠK Slovan Bratislava B | MONACObet liga      | 12     | 0    | 0    |
| 2024/2025 | FC Zbrojovka Brno      | Chance Národní liga |        |      |      |